# Comuna Peneakî, Brodî
Peneakî (în ucraineană Пеняки) este o comună în raionul Brodî, regiunea Liov, Ucraina, formată din satele Cepeli, Litovîșce, Malînîșce și Peneakî (reședința).

## Demografie
Componența lingvistică a comunei Peneakî
     Ucraineană (99,57%)
     Alte limbi (0,43%)
Conform recensământului din 2001, majoritatea populației comunei Peneakî era vorbitoare de ucraineană (99,57%), existând în minoritate și vorbitori de alte limbi.